# آيت ولال بطيط الجنوبية (بطيط)
آيت ولال بطيط الجنوبية هي إحدى مشيخات المملكة المغربية، تتبع جغرافيا لإقليم الحاجب وإداريًا لبطيط. يقدر عدد سكانها بـ 3340 نسمة حسب الإحصاء الرسمي للسكان والسكنى لسنة 2004.